# صحبت با خودم
صحبت با خودم (به انگلیسی: Talking to Myself) یک ترانه آمریکایی با سبک (پاپ، راک) از لینکین پارک است؛ خواننده این ترانه چستر بنینگتون می‌باشد که بر اثر خودکشی درگذشت.

## موزیک ویدئو
موزیک ویدئوی رسمی این ترانه، تنها در یک روز و تنها در یوتیوب بیش از ۱۰ میلیون بازدید داشته‌است؛ این موزیک ویدئو در رده ۲۸ام ویدئوها با بیشترین بازدید در ۲۴ ساعت نخست هست.